# Associazione Calcio Novara 1949-1950
Questa voce raccoglie le informazioni riguardanti l'Associazione Calcio Novara nelle competizioni ufficiali della stagione 1949-1950.

## Rosa
| N. |                   | Ruolo | Calciatore           |
| -- | ----------------- | ----- | -------------------- |
|    | Italia (bandiera) | P     | Ivano Corghi         |
|    | Italia (bandiera) | P     | Celestino Russova    |
|    | Italia (bandiera) | D     | Giuseppe Della Frera |
|    | Italia (bandiera) | D     | Edoardo Galimberti   |
|    | Italia (bandiera) | C     | Giuseppe Mainardi    |
|    | Italia (bandiera) | C     | Rino De Togni        |
|    | Italia (bandiera) | C     | Ambrogio Baira       |
|    | Italia (bandiera) | C     | Gian Battista Odone  |
|    | Italia (bandiera) | C     | Guglielmo Oppezzo    |
|    | Italia (bandiera) | C     | Luigi Molina         |
|    | Italia (bandiera) | C     | Silvio Feccia        |

| N. |                      | Ruolo | Calciatore           |
| -- | -------------------- | ----- | -------------------- |
|    | Italia (bandiera)    | C     | Alido Grisanti       |
|    | Italia (bandiera)    | A     | Umberto Renica       |
|    | Italia (bandiera)    | A     | Pietro Ferraris (II) |
|    | Italia (bandiera)    | A     | Lanfranco Alberico   |
|    | Italia (bandiera)    | A     | Alfredo Spadavecchia |
|    | Danimarca (bandiera) | A     | Johannes Pløger      |
|    | Italia (bandiera)    | A     | Silvio Piola         |
|    | Italia (bandiera)    | A     | Piero Pombia         |
|    | Italia (bandiera)    | A     | Franco Giraudo       |
|    | Italia (bandiera)    | A     | Virginio Ubiali      |

## Risultati

### Serie A

#### Girone di andata
| 11 settembre 1949 1ª giornata | Novara | 1 – 2 | Triestina |  |

| 18 settembre 1949 2ª giornata | Torino | 5 – 1 | Novara |  |

| 25 settembre 1949 3ª giornata | Novara | 5 – 0 | Lucchese |  |

| 2 ottobre 1949 4ª giornata | Pro Patria | 1 – 0 | Novara |  |

| 9 ottobre 1949 5ª giornata | Novara | 5 – 2 | Atalanta |  |

| 16 ottobre 1949 6ª giornata | Bologna | 1 – 1 | Novara |  |

| 20 ottobre 1949 7ª giornata | Sampdoria | 3 – 0 | Novara |  |

| 23 ottobre 1949 8ª giornata | Novara | 1 – 1 | Padova |  |

| 30 ottobre 1949 9ª giornata | Novara | 0 – 0 | Inter |  |

| 6 novembre 1949 10ª giornata | Lazio | 4 – 0 | Novara |  |

| 13 novembre 1949 11ª giornata | Novara | 5 – 1 | Venezia |  |

| 20 novembre 1949 12ª giornata | Bari | 0 – 0 | Novara |  |

| 4 dicembre 1949 13ª giornata | Novara | 1 – 3 | Milan |  |

| 8 dicembre 1949 14ª giornata | Fiorentina | 5 – 0 | Novara |  |

| 11 dicembre 1949 15ª giornata | Novara | 1 – 1 | Como |  |

| 18 dicembre 1949 16ª giornata | Novara | 2 – 3 | Juventus |  |

| 26 dicembre 1949 17ª giornata | Genoa | 2 – 0 | Novara |  |

| 1 gennaio 1950 18ª giornata | Novara | 0 – 2 | Roma |  |

| 8 gennaio 1950 19ª giornata | Palermo | 3 – 1 | Novara |  |

#### Girone di ritorno
| 15 gennaio 1950 20ª giornata | Triestina | 1 – 0 | Novara |  |

| 22 gennaio 1950 21ª giornata | Novara | 5 – 2 | Torino |  |

| 29 gennaio 1950 22ª giornata | Lucchese | 2 – 1 | Novara |  |

| 5 febbraio 1950 23ª giornata | Novara | 3 – 2 | Pro Patria |  |

| 12 febbraio 1950 24ª giornata | Atalanta | 0 – 2 | Novara |  |

| 19 febbraio 1950 25ª giornata | Novara | 1 – 2 | Bologna |  |

| 23 febbraio 1950 26ª giornata | Novara | 1 – 2 | Sampdoria |  |

| 5 marzo 1950 27ª giornata | Padova | 0 – 1 | Novara |  |

| 12 marzo 1950 28ª giornata | Inter | 1 – 1 | Novara |  |

| 19 marzo 1950 29ª giornata | Novara | 0 – 1 | Lazio |  |

| 26 marzo 1950 30ª giornata | Venezia | 0 – 1 | Novara |  |

| 9 aprile 1950 31ª giornata | Novara | 0 – 0 | Bari |  |

| 16 aprile 1950 32ª giornata | Milan | 5 – 0 | Novara |  |

| 23 aprile 1950 33ª giornata | Novara | 3 – 0 | Fiorentina |  |

| 30 aprile 1950 34ª giornata | Como | 2 – 2 | Novara |  |

| 7 maggio 1950 35ª giornata | Juventus | 1 – 1 | Novara |  |

| 14 maggio 1950 36ª giornata | Novara | 2 – 1 | Genoa |  |

| 21 maggio 1950 37ª giornata | Roma | 2 – 1 | Novara |  |

| 28 maggio 1950 38ª giornata | Novara | 2 – 1 | Palermo |  |

## Statistiche

### Statistiche di squadra
| Competizione | Punti | In casa | In casa | In casa | In casa | In casa | In casa | In trasferta | In trasferta | In trasferta | In trasferta | In trasferta | In trasferta | Totale | Totale | Totale | Totale | Totale | Totale | DR  |
| Competizione | Punti | G       | V       | N       | P       | Gf      | Gs      | G            | V            | N            | P            | Gf           | Gs           | G      | V      | N      | P      | Gf     | Gs     | DR  |
| ------------ | ----- | ------- | ------- | ------- | ------- | ------- | ------- | ------------ | ------------ | ------------ | ------------ | ------------ | ------------ | ------ | ------ | ------ | ------ | ------ | ------ | --- |
| Serie A      | 31    | 19      | 8       | 4       | 7       | 38      | 26      | 19           | 3            | 5            | 11           | 13           | 38           | 38     | 11     | 9      | 18     | 51     | 64     | -13 |

### Statistiche dei giocatori
| Giocatore       | Serie A  | Serie A |
| Giocatore       | Presenze | Reti    |
| --------------- | -------- | ------- |
| L. Alberico     | 26       | 7       |
| A. Baira        | 25       | 0       |
| I. Corghi       | 37       | -62     |
| G. Della Frera  | 34       | 0       |
| R. De Togni     | 33       | 0       |
| S. Feccia       | 9        | 3       |
| P. Ferraris     | 28       | 10      |
| E. Galimberti   | 18       | 0       |
| F. Giraudo      | 3        | 0       |
| A. Grisanti     | 8        | 0       |
| G. Mainardi     | 35       | 1       |
| L. Molina       | 12       | 0       |
| G.B. Odone      | 24       | 1       |
| G. Oppezzo      | 17       | 2       |
| S. Piola        | 17       | 4       |
| J. Ploeger      | 22       | 6       |
| P. Pombia       | 11       | 1       |
| U. Renica       | 31       | 11      |
| C. Russova      | 1        | -2      |
| A. Spadavecchia | 24       | 3       |
| V. Ubiali       | 3        | 0       |